# Schloss Frauenstein (Erzgebirge)
Das Schloss Frauenstein ist ein Bauwerk in der Stadt Frauenstein im Landkreis Mittelsachsen. Es entstand im 16. Jahrhundert, als die Wohnbedingungen in der benachbarten Burg Frauenstein nicht mehr den Anforderungen der Bewohner entsprachen.

## Lage und Architektur
Das Schloss Frauenstein liegt etwas unterhalb der früheren Burg linker Hand am Aufgang von der Stadt zur Burgruine Frauenstein, nachdem man das Torhaus passiert hat. Der Bau besteht aus zwei senkrecht aufeinanderstoßenden Flügeln. Beide Flügel sind drei Stockwerke hoch, von denen wegen der Hanglage im etwas erhöhten Hof aber nur zwei zutage treten.
Der mit der 33,5 Meter langen Breitseite zur Stadt gerichtete Flügel besitzt neun Fensterachsen, der andere zehn und schließt direkt an die Wehrmauer der Burg an. Die Walmdächer sind schiefergedeckt mit zwei Reihen kleiner Gauben. In der inneren Ecke steht ein beide Flügel überragender runder Treppenturm mit barocker Haube und Laterne.
Das Gebäude ist relativ schmucklos bis auf das Hauptportal. Es wird von zwei vorgestellten Säulen, antikisierendem Gebälk und einem Aufbau mit zwei Wappenschilden begrenzt. Diese zeigen den Löwen der Schönberger und den Mönch der Familie von Einsiedel, dazwischen Gott Amor für eine Eheschließung zwischen beiden Häusern.

## Geschichte

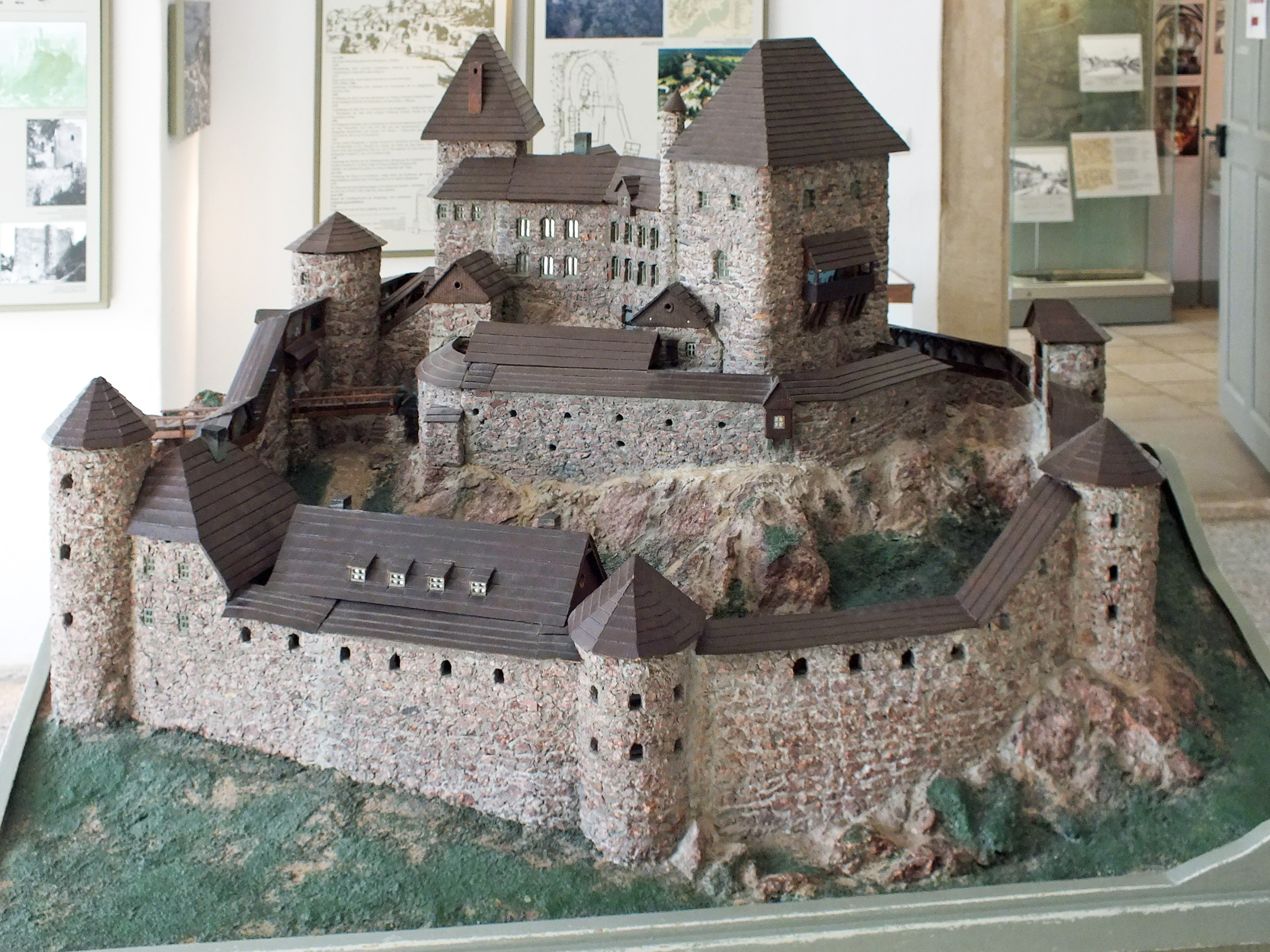
Modell der Burg Frauenstein

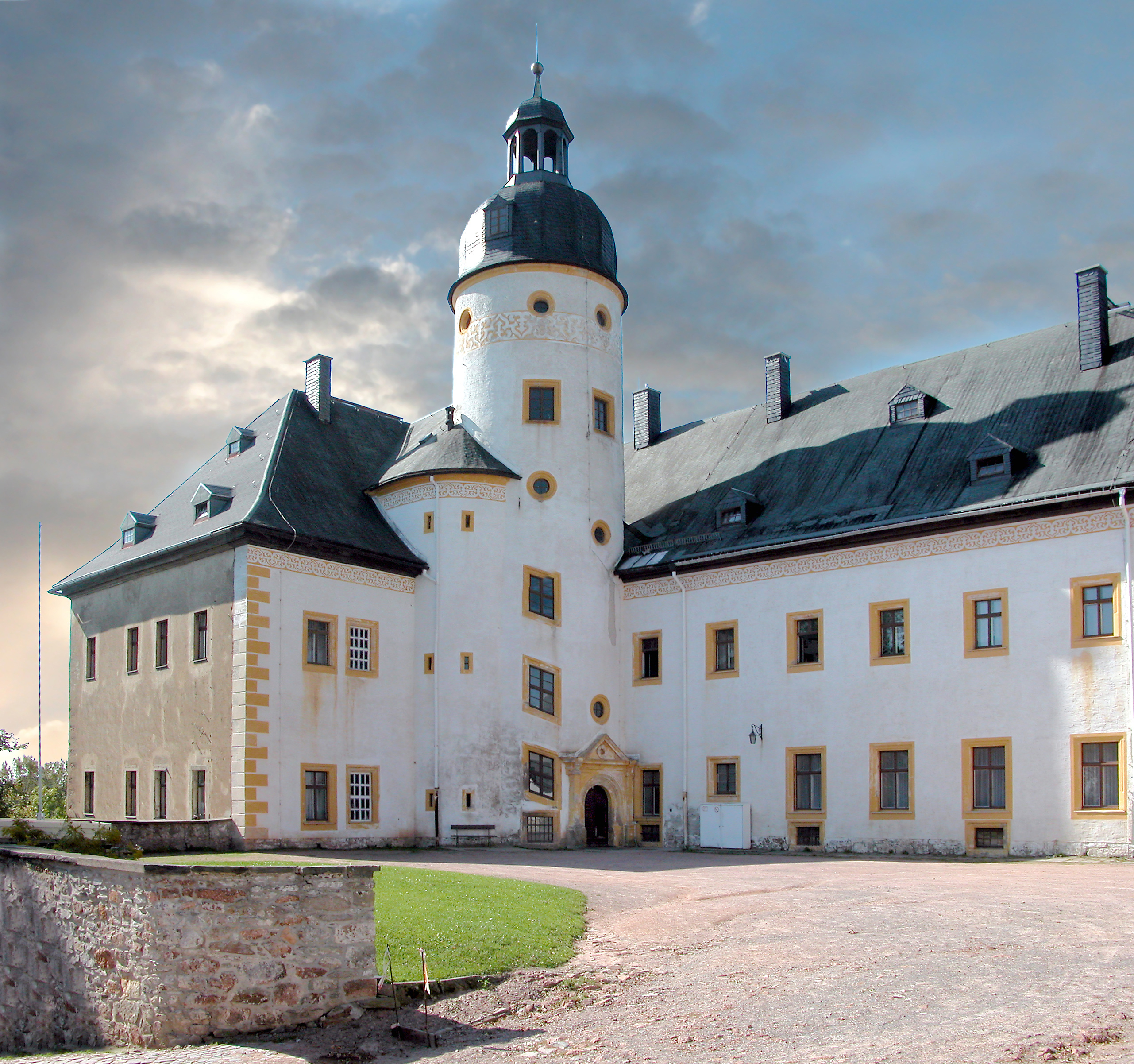
Schloss Frauenstein 2006

1473 hatten die Brüder Bernhard und Caspar von Schönberg die Burg für 3000 Gulden erworben. Da der Wohnkomfort auf der Burg nicht mehr den Ansprüchen genügte, ließ Heinrich von Schönberg 1585–1588 durch den kurfürstlichen Baumeister Hans Irmisch unterhalb der Burg ein Renaissanceschloss errichten. Dabei wurde die Vorburg mit Stallungen, Scheunen usw. abgerissen. Die nun unbewohnte Burg verfiel nach und nach.
Die ersten Schäden am Schloss entstanden im Dreißigjährigen Krieg, wobei insbesondere wertvolle Inneneinrichtungen verlorengingen. Im Dreißigjährigen Krieg verschuldet, verkauften die Schönberger 1647 das Schloss an Kurfürst Johann Georg I. Die kurfürstliche Verwaltung Sachsens nutzte das Schloss als Verwaltungssitz des Amtes Frauenstein im Erzgebirgischen Kreis, wobei die Amtmänner auch häufig im Schloss wohnten. Zu Beginn des 18. Jahrhunderts ging es in den Privatbesitz von Carl Gottlob von Leubnitz über, der Landjägermeister aber auch Frauensteinscher Amtmann war, und blieb bis 1746 in Leubnitzschem Familienbesitz.
Beim großen Stadtbrand von 1728 erlitt auch das Schloss erheblichen Schaden. Die auf der Abbildung von 1720 noch zu erkennenden Renaissancegiebel wurden, da das Schloss nun vorwiegend Verwaltungsaufgaben hatte, nicht wieder aufgebaut. Durch die Verwaltungsreform von 1873 mit der Einrichtung der Amtshauptmannschaft Dippoldiswalde ging die Verwaltungsfunktion des Schlosses verloren. Ein königliches Gerichtsamt Frauenstein und ein Rentamt blieben. Als letzte Behörde war zu Beginn des 20. Jahrhunderts das Amtsgericht Frauenstein mit den Wohnungen der Beamten untergebracht.
Das Heimatmuseum wurde im Jahr 1900 im Schloss untergebracht, als im Torhaus eine kleine Ausstellung eröffnet wurde. Während und nach dem Zweiten Weltkrieg diente das Schloss Flüchtlingen und Heimatvertriebenen als Unterkunft. Anschließend war eine Kommandantur der Grenzpolizei hier untergebracht. 1951/52 übernahm das Reichsbahnausbesserungswerk Karl-Marx-Stadt das Anwesen für ein Kinderferienlager und andere betriebliche Zwecke. Das Museum wurde 1954 wiederum im Torhaus begonnen und 1957 in den Kreuzgewölbesaal im Erdgeschoss des Haupthauses umgezogen. Es präsentierte Exponate zur Geschichte der Burg und der Stadt. Aber auch der Orgelbauer Gottfried Silbermann war schon ein Thema. Ein Instrument aus seiner Werkstatt gehörte bereits zu den Ausstellungsstücken. Darüber hinaus wurden Exponate der örtlichen Volkskunst und Gebrauchsgegenstände. 1983 wurde aus dem Heimatmuseum das Museum Gottfried Silbermann. Nach Schließung des Museums im Jahr 2017 zog das Gottfried-Silbermann-Museum 2021 in ein aufwendig umgebautes Bürgerhaus am Markt um.
Nach 1990 kam das Schloss an den Rechtsnachfolger, die Deutsche Bahn AG. Nach langem Stillstand kauften 2006 Privatinvestoren das Schloss.

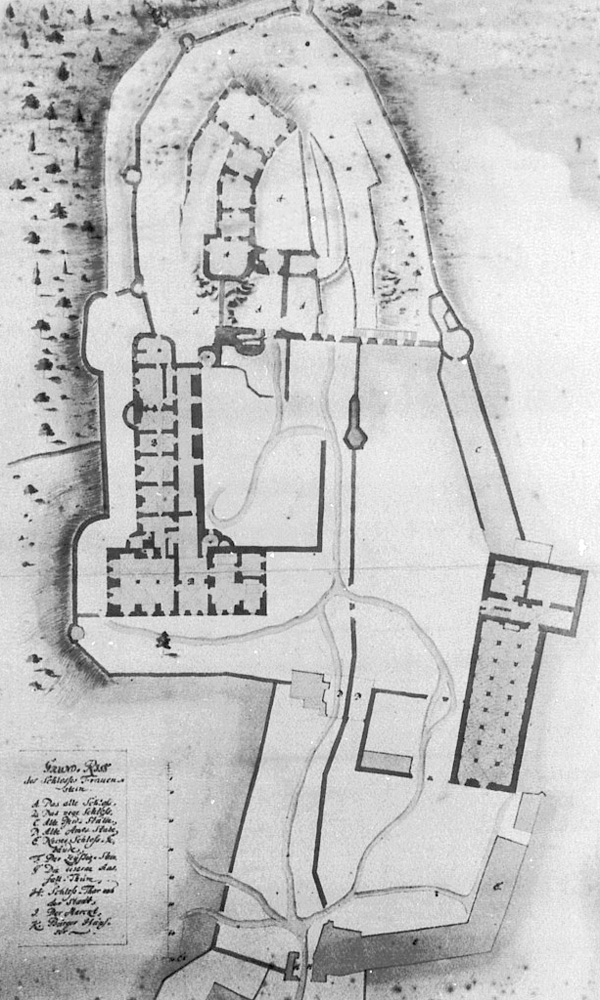
Historischer Grundriss von Burg und Schloss
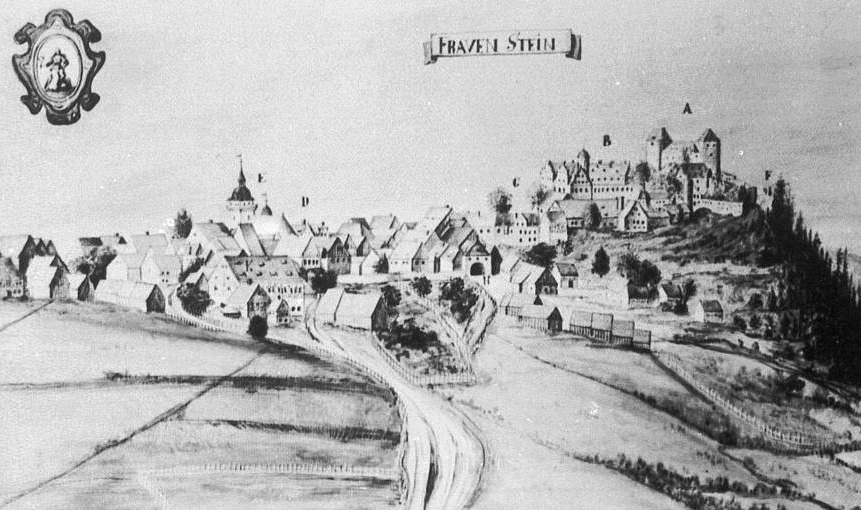
Burg, Schloss und Stadt um 1720
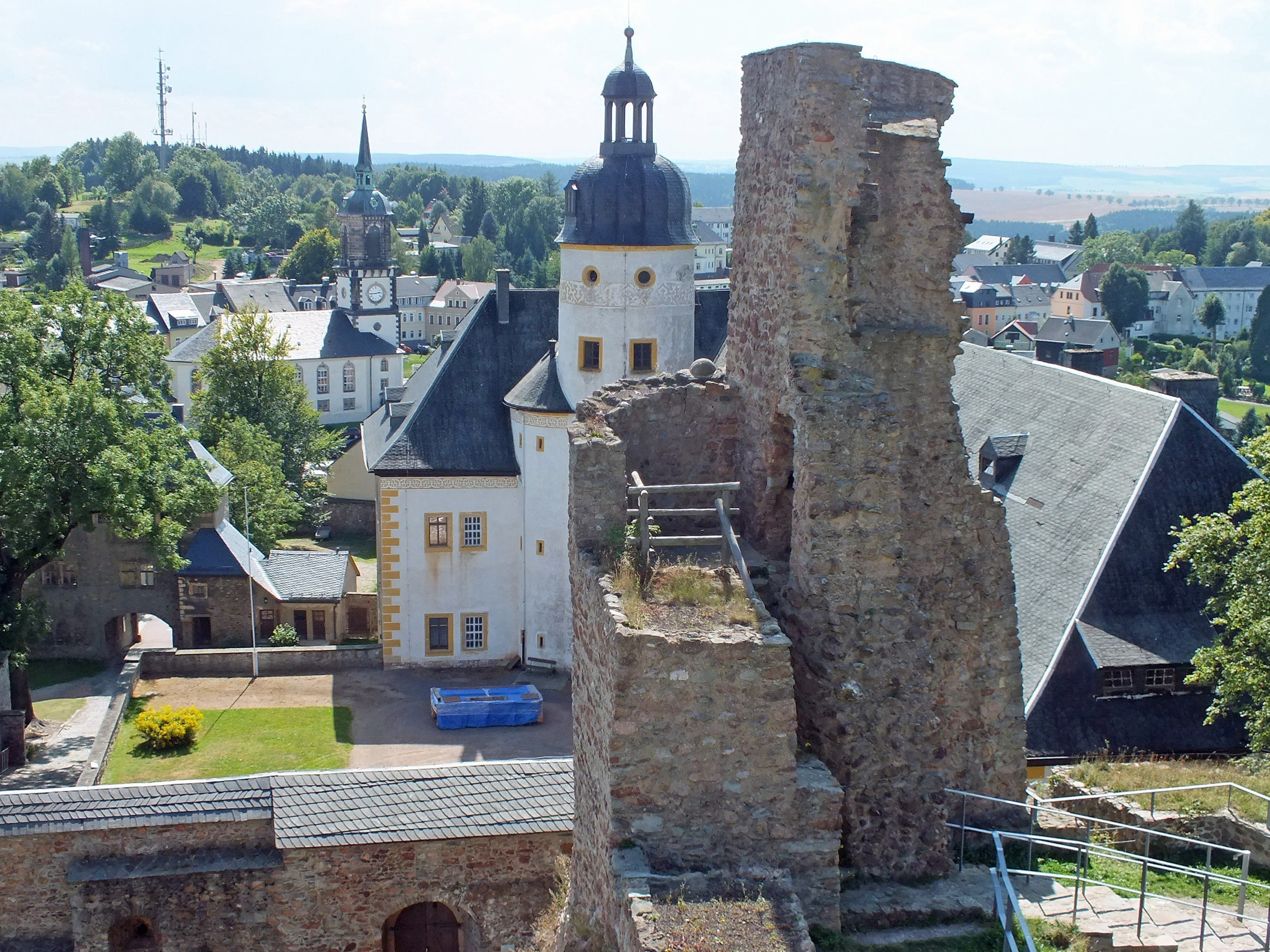
Das Schloss von der Burgruine aus
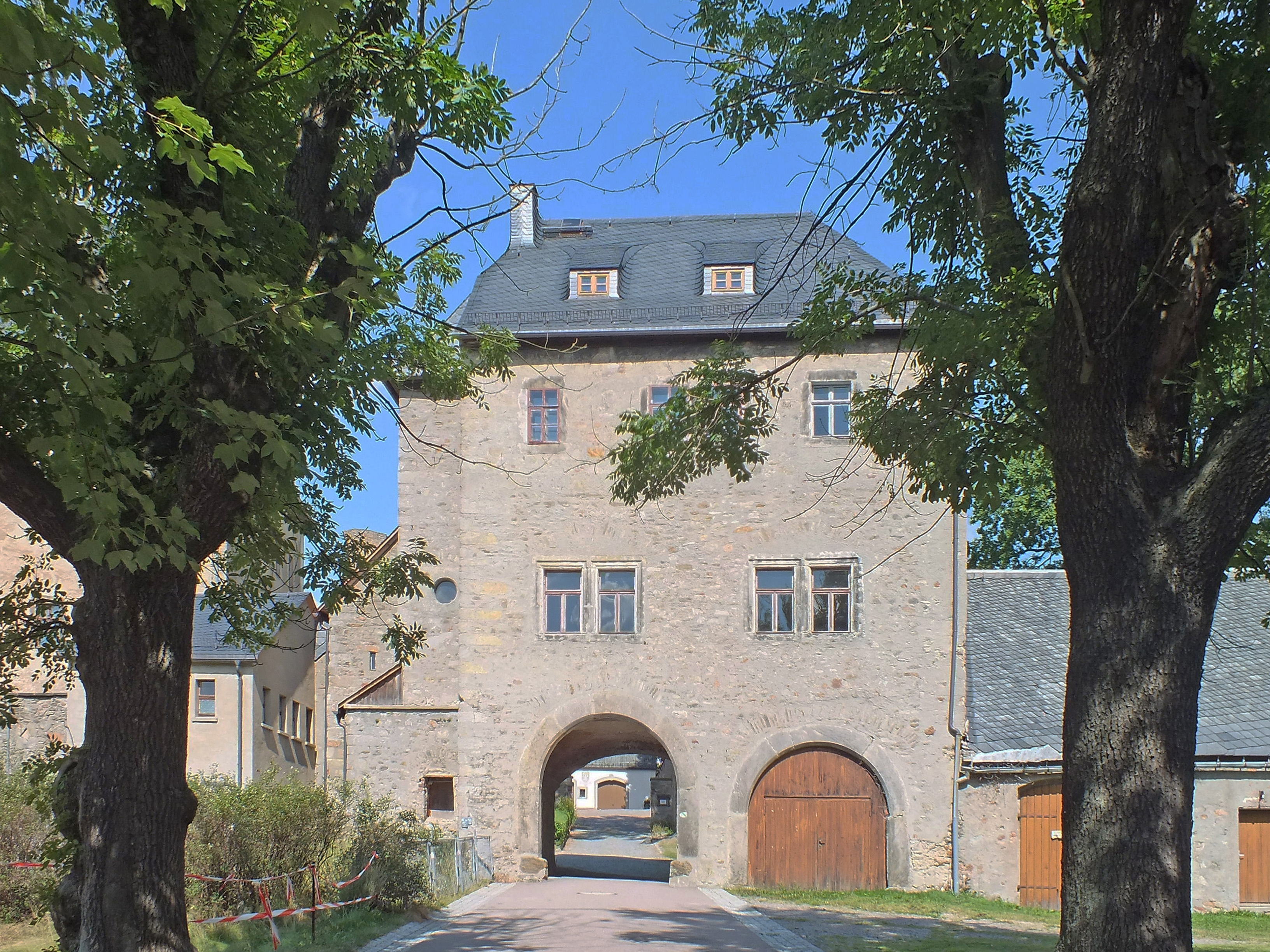
Das Torhaus
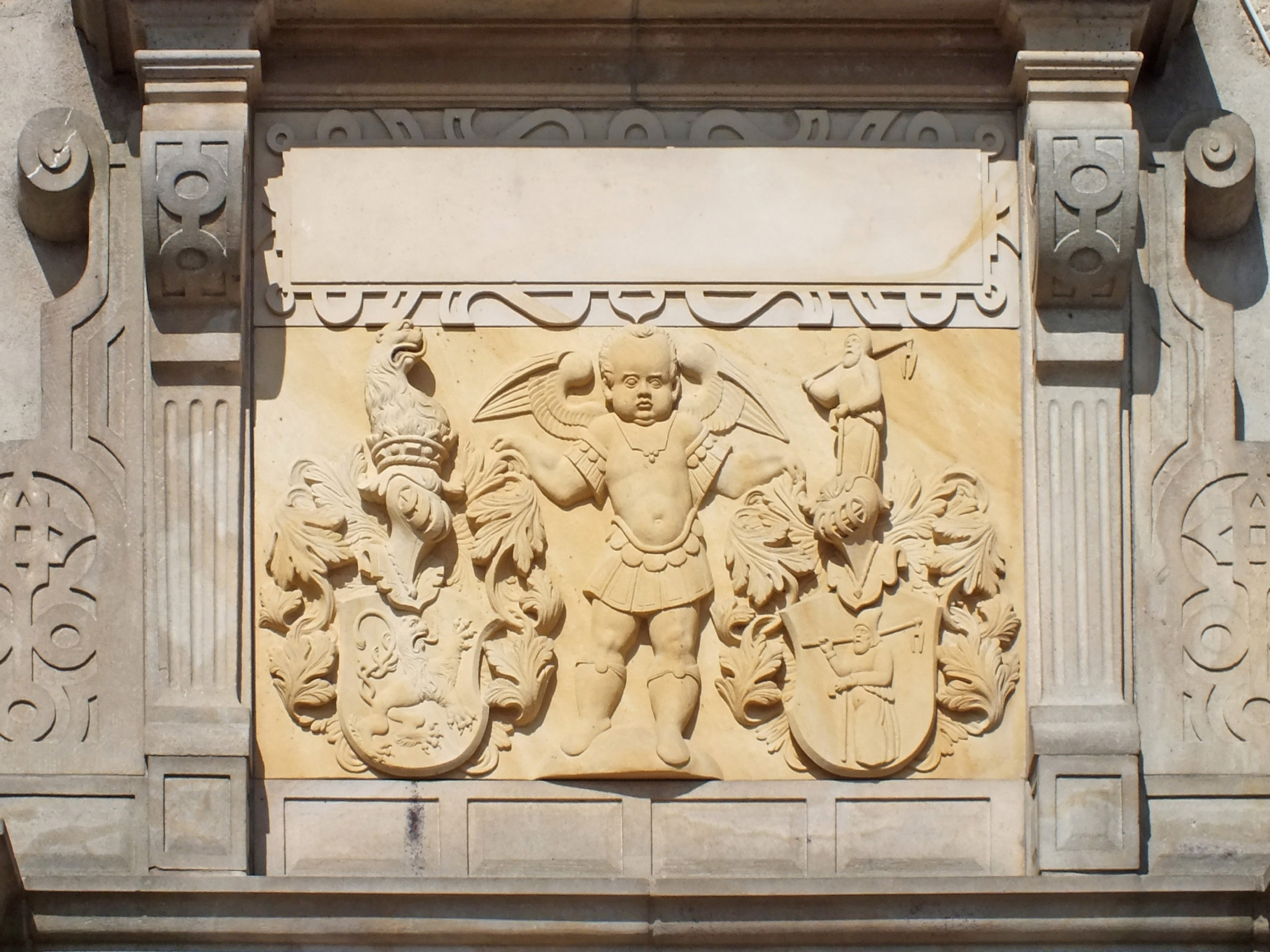
Der Wappenstein über dem Hauptportal
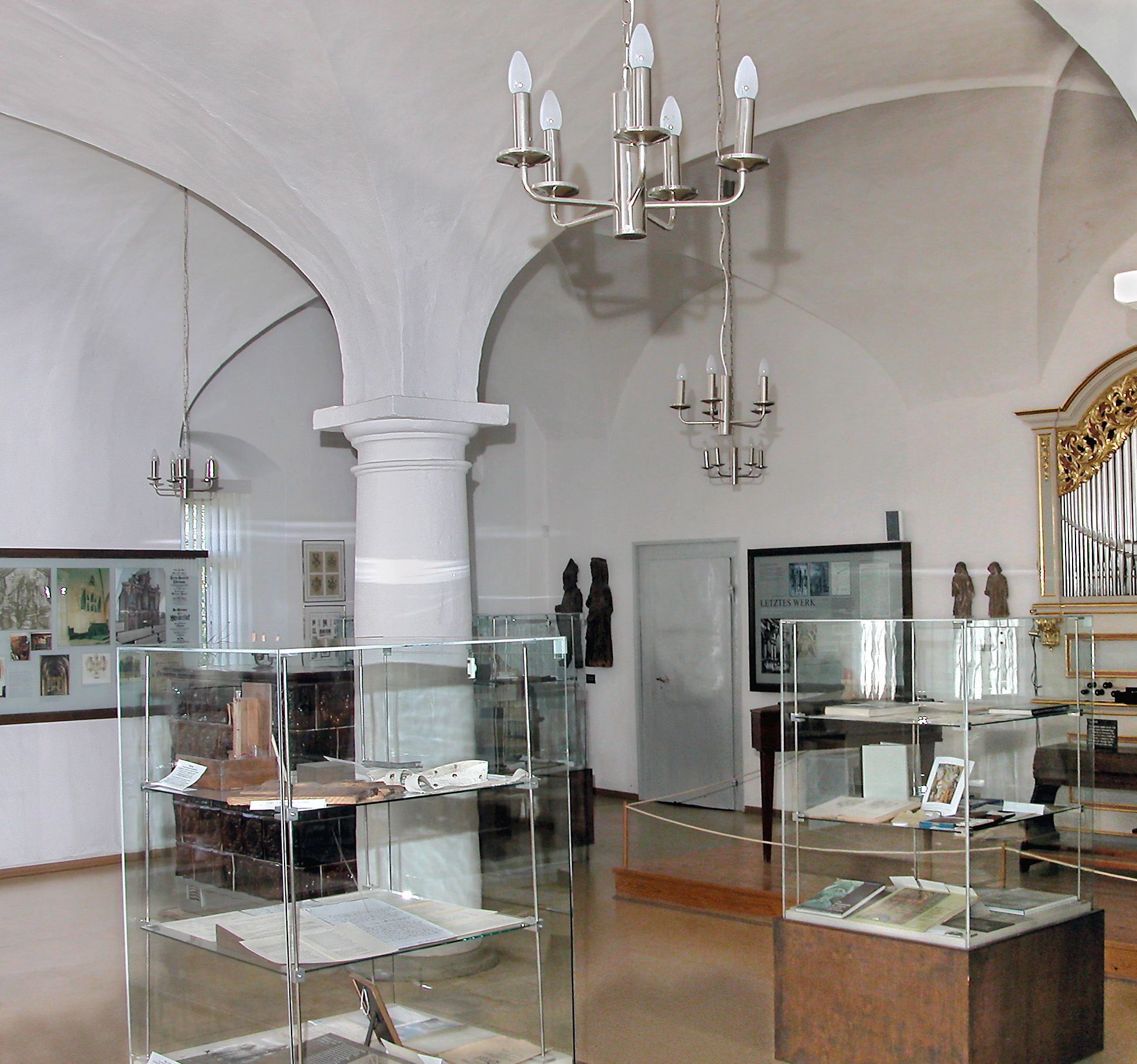
Ehemaliges Gottfried-Silbermann-Museum